# メーガン・ハーディン
メーガン・ハーディン（Meghan Hardin、女性、1992年7月21日 - ）は、アメリカ合衆国のゴルファー。カリフォルニア州ロングビーチ出身。
カリフォルニア州レイクアローヘッドで育った。ゴルフの他にもチアリーディング、テニス、レスリング、フィギュアスケート、陸上競技、スノーボード、ウェイクボード、チアリーディングなどのスポーツをこなす。ゴルフチャンネルビッグ・ブレイクの最年少女性プレーヤー。
2014年8月、アイス・バケツ・チャレンジを行った。その動画はCBSデトロイトによって、マイケル・ジョーダン、デレック・ジーター、レブロン・ジェームズに次いで4位に評価された。